# Darold Treffert
Darold A. Treffert, né en 1932 et mort le 14 décembre 2020 à Fond du Lac, est un psychiatre spécialisé dans l'épidémiologie des troubles du spectre autistique et du syndrome du savant. Il vit à Fond du Lac, dans le Wisconsin. Il fait partie du personnel de l'Hôpital Sainte-Agnès et siège au Conseil d'administration de l'Université Marian. Treffert était professeur clinique à l'Université du Wisconsin. Il est également professeur à l'Université du Wisconsin à Milwaukee.

## Éducation
Treffert est diplômé de l'école de médecine de à l'Université de Wisconsin en 1958. Il fait un stage à Eugene, dans l'Oregon. Il est titulaire d'un poste à Sainte-Agnès à l'Hôpital de Fond du Lac.

## Carrière
En 1976, il a occupé des postes dans le privé, pratiquant la psychiatrie, a été directeur exécutif du centre de soins de Fond du Lac et directeur médical de l'unité de réadaptation pour alcooliques de Sainte Agnès. De 1979 à 1980, Treffert préside la Société Médicale de l'État du Wisconsin et, de 1981 à 1987, il est président de son Conseil d'Administration. Il a également été le président du Wisconsin Psychiatric Association et de l'American Association of Psychiatric Administrators. En 1995, il a été nommé à la Wisconsin Medical Examining Board et, en janvier 2002, a été élu président du comité.
Treffert tient un site web sur l'autisme, le syndrome du savant et les conditions médicales connexes, hébergé par la Wisconsin Medical Society,.

## Reconnaissance
Il a reçu des prix du Wisconsin Mental Health Association, du Bureau de l'alcoolisme et de la toxicomanie du Wisconsin, et de la Wisconsin Association for Marriage and Family Therapy.

## Médiatisation
Treffert a fait des apparitions sur 60 Minutes, CBS Evening News, Le Phil Donahue Show, Discovery Channel, Larry King Live, le Newshour, l'émission d'Oprah Winfrey, Today et dans un certain nombre de documentaires.

## Publications
Treffert a écrit des articles dans Scientific American et MIND. Parmi ses livres :
- Extraordinary People: Understanding Savant Syndrome, iUniverse.com, 2000.  (ISBN 0-595-09239-X)
- Islands of Genius: The Bountiful Mind of the Autistic, Acquired, and Sudden Savant. Jessica Kingsley Publishers, 2010.  (ISBN 978-1-84905-810-0)